# Claude Robin
Claude Robin (Les Sables-d'Olonne, 10 maggio 1941 – La Roche-sur-Yon, 27 giugno 2010) è stato un calciatore francese, di ruolo difensore.

## Carriera

### Club
Ha giocato nella prima divisione francese.

### Nazionale
Ha collezionato quattro presenze con la propria nazionale.

## Palmarès
- Campionato francese: 2

Stade Reims:1961-1962
Nantes:1965-1966
- Supercoppa francese: 1

Nantes:1965